# 波宝神社
波宝神社、波寶神社、波寳神社（はほうじんじゃ）は、奈良県五條市夜中にある神社である。式内社で旧社格は郷社。

## 略歴
- 天安2年（858年）3月 - 官社となる
- 貞観6年（864年）6月23日 - 正四位下『日本三代実録』
- 同8年（866年）11月4日 - 従三位『日本三代実録』
- 文久3年（1863年）8月 - 天誅組がこの山に本陣を置いた
- 明治6年（1873年） - 郷社に列した

## 現地情報
- 奈良県五條市西吉野町夜中176番地
（もと吉野郡西吉野村大字夜中字銀峯山176番地、白銀村大字夜中、大和國吉野郡（幕府領）夜中村）